# KPD Mecklenburg-Vorpommern
Die KPD Mecklenburg-Vorpommern bestand als Landesorganisation der Kommunistischen Partei Deutschlands in Mecklenburg-Schwerin, in der preußischen Provinz Pommern und im Land Mecklenburg-Vorpommern von 1919 bis 1933 und von 1945 bis 1946.

## Geschichte

### 1919–1933
Nachdem am 1. Januar 1919 die KPD gegründet worden war, dauert es in vielen Orten in Mecklenburg und Pommern eine Zeit, bis sich auch dort – vornehmliche Arbeiter, Bauern und Arbeitslose – in KPD-Ortsgruppen organisierten. Viele von ihnen waren bereits parteipolitisch organisiert in der SPD oder USPD, weiterhin waren viele von ihnen während der Novemberrevolution in Arbeiter- und Soldatenräten aktiv gewesen. Exemplarisch zu nennen ist die Gründung der Ortsgruppe der KPD in Greifswald, die erst am 9. Oktober 1919 stattfand. Im agrarisch geprägten Mecklenburg und Pommern konnte die KPD ihren Einfluss vorerst nur in den größeren Städten und Ortschaften ausbauen. Dies zeigt sich auch an den Ergebnissen der Wahlen des Landtags von Mecklenburg-Schwerin.
Bedeutende KPD-Mitglieder waren Gustav Sobottka, Herbert Hentschke, Herta Geffke, Johannes Warnke, Gottfried Grünberg, Ewald Vorkörper, Alfred Buhler, der niederdeutsche Schriftsteller Rudolf Hartmann, Erich Schmidt und Ernst Goldenbaum,

### 1933–1945
Nach der Ernennung Hitlers zum Reichskanzler demonstrierten KPD-Mitglieder, z. T. zusammen mit Sozialdemokraten, gegen die neuen Machthaber. In Boizenburg entstand eine illegale KPD-Gruppe. In der Folgezeit waren viele Mitglieder der KPD, in deren Reihen sich Widerstand formierte, Repressalien ausgesetzt. Sie wurden in Konzentrationslager inhaftiert und z. T. ermordet.

### 1945–1946
Nach dem Kriegsende konstituierte sich die KPD im Land Mecklenburg 1945 neu. Sie wirkte seitdem an führender Stelle am Wiederaufbau und der politischen Umgestaltung mit. Seit dem 13. Juli 1945 gab sie die Volkszeitung heraus.
Bis zum Frühjahr 1946 stieg die Mitgliederzahl auf rund 70.000, u. a. aufgrund der Hoffnungen auf eine Bodenreform. Sowohl innerhalb der Kommunistischen Partei wie auch unter Mitgliedern der SPD reifte die Idee einer Fusion. Bis Ende März 1946 führten beide Parteien eine paritätische Besetzung von Ämtern auf Kreis- und Landesebene durch, am 7. April gingen KPD und SPD letztlich in der Landes-SED auf. Rund zwei Wochen später folgte die Vereinigung für das komplette Gebiet der SBZ.

### Seit 1989
Mit dem Fall der Mauer 1989 und der Wiedervereinigung 1990 nannte sich die SED in Partei des Demokratischen Sozialismus um und ist mit ihren Strukturen größtenteils in der heutigen Linken aufgegangen. Ein kleinerer Teil der Mitglieder, so zum Beispiel mehrere SED-Mitglieder in Neubrandenburg und Teterow, traten der DKP bei, die im Oktober 2013 in Rostock ihren ersten Landesverband in Mecklenburg-Vorpommern gründete und sich in der Tradition der KPD im Land sieht. Jedoch auch die 1990 gegründete KPD betrachtet sich als direkte Nachfolgerin der ehemals bestehenden Partei.

## Ergebnisse zu den Landtagswahlen
| Landtagswahl in Mecklenburg-Schwerin | Stimmanteil in % | Sitze   | Veränderung (Sitze) |
| ------------------------------------ | ---------------- | ------- | ------------------- |
| 1921                                 | 4,64 %           | 3 Sitze | + 3 Sitze           |
| 1924                                 | 13,61 %          | 9 Sitze | + 6 Sitze           |
| 1927                                 | 6,61 %           | 3 Sitze | - 6 Sitze           |
| 1929                                 | 5,23 %           | 3 Sitze | ± 0 Sitze           |
| 1932                                 | 7,44 %           | 4 Sitze | + 1 Sitz            |
| 1933                                 | 7,30 %           | 4 Sitze | ± 0 Sitze           |